# 文錦渡路
文錦渡路，是一條連接香港新界北區馬會道及深圳羅湖區的跨境道路，是香港通往深圳的第一條公路，亦是繼中英街後第二條港深兩地使用共同路名的道路。
由於避免北上深圳出現貨車排隊的車龍而影響客車或巴士運作，由香港段北上深圳方向，興建兩條行車線，而由深圳南下往上水，則只設一條行車線。
另外，於新屋嶺村起至深圳沿河南路交界分別是香港封閉道路段及深圳口岸連接道路，除了有關香港段居民或工作的人士、使用交錦渡作為通關的車輛外，其餘人士及車輛均不得進入封閉道路。而深圳段則只容許因持旅遊證件出入境的旅客及因需於文錦渡口岸工作的人士外，其他人士及車輛亦不得進入口岸監管區。
由於文錦渡口岸只限於早上7點至晚上10點運作，所以有關香港封閉道路段於非運作時間內，禁止跨境車輛進入。

## 進入文錦渡路香港封閉道路段的證件
- 邊境封閉道路通行許可證 (汽車專用)
- 持有前往中國大陸的旅遊證件的人士

## 主要公共交通
現時除了跨境巴士外，九巴73K路線及新界專綫小巴59K線於文錦渡路營運。
另外，九巴73K北面總站雖然叫文錦渡總站，但乘客不可步行前往文錦渡管制站，所以若需要往來深圳，必須返回上水乘搭跨境巴士。

## 特別設施
文錦渡路近蓮麻坑路位置，設有香港入境處及香港海關的出入境管制站、海關貨物檢查及食環處的食品檢查，禁區範圍亦從此處開始。
接近邊界道路位置，設有行車天橋橫過深圳河，並接入深圳免稅店、深圳的中國邊檢及中國海關進行出入境檢查及貨物檢查。